# Begraafplaats Vrangendael
Begraafplaats Vrangendael is een algemene begraafplaats in de wijk Vrangendael in de Nederlandse plaats Sittard.

## Oorlogsgraven en monument
Op de begraafplaats bevindt zich een rij van acht Nederlandse oorlogsgraven. Ook is er een aantal burgerslachtoffers begraven. Tevens is er een rij van twintig oorlogsgraven met gesneuvelden uit de Tweede Wereldoorlog, afkomstig uit landen van het Gemenebest. Daarvan is er één niet geïdentificeerd.
Er is een monument "Oorlogsslachtoffers 1940-1945" met vier plaquettes met daarop de namen van inwoners van Sittard die tijdens de Tweede Wereldoorlog zijn omgekomen.

## Joodse begraafplaats

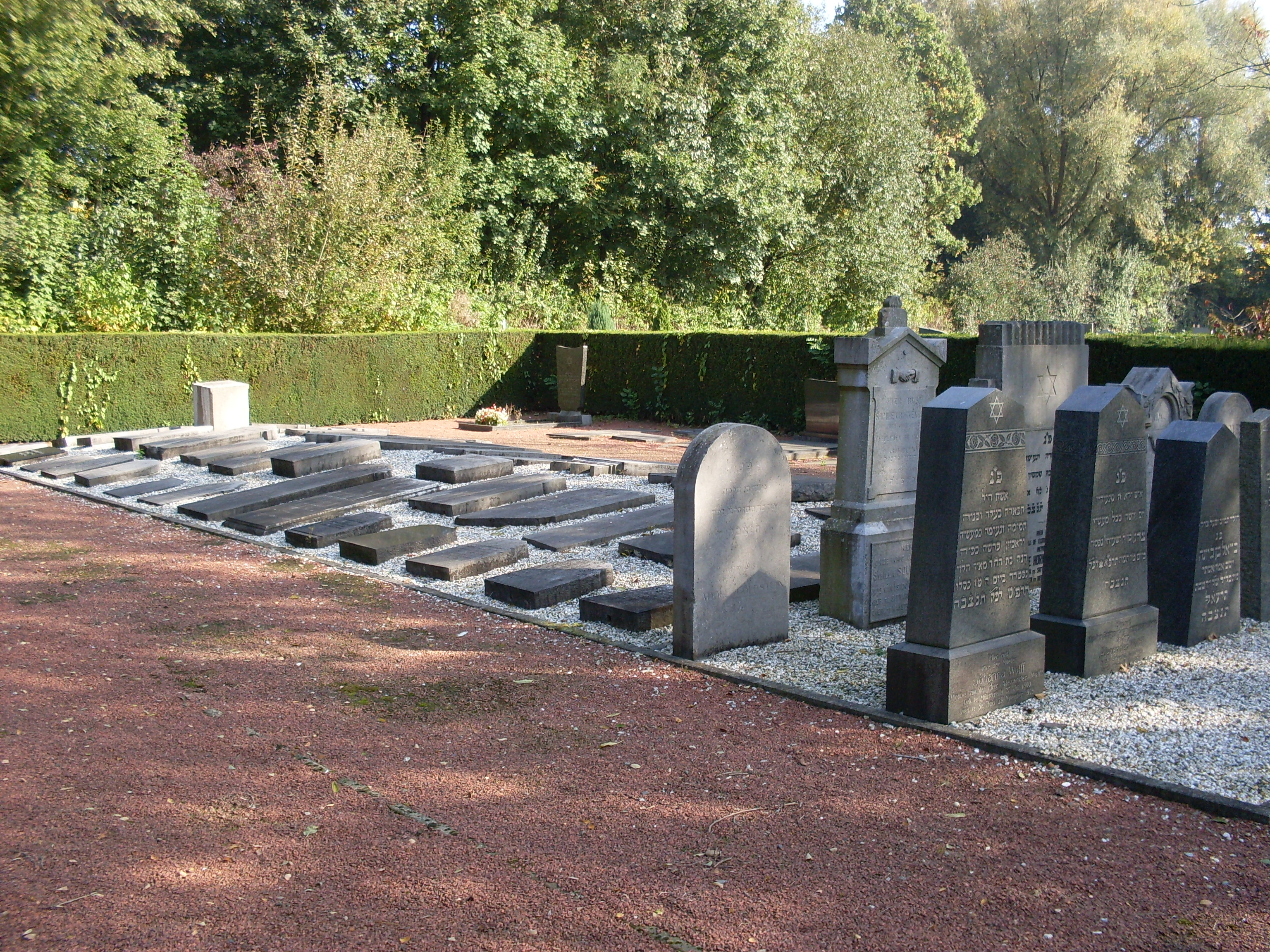
De Joodse begraafplaats

Er bevindt zich ook een Joodse begraafplaats op Vrangendael.